# 元大工町
元大工町（もとだいくまち）は、江戸期から現在にかけての青森県弘前市の地名。郵便番号は036-8202。2017年6月1日現在の人口は94人、世帯数は54世帯。

## 地理
本町の裏手に位置する町。町域の西北部から北部にかけて下白銀町、北東部から東部にかけて元長町、南部は本町、西部は塩分町、西北部は上白銀町に接する。

## 歴史
- 正保3年 - 町屋として町割りされているが、まだ町名は無い（津軽弘前城之絵図）。
- 慶安2年 - 大工町として屋敷割りが47軒され、大工が20軒余。他に医師・左官・山師・木綿屋・居鯖が各1軒に秋田屋などの商家も居住していた（弘前古御絵図）。
- 延宝5年 - 南大工町と見える（弘前惣御絵図）。
- 延宝6年 - 大工町および大工ヨコ町と見え、屋敷51軒・町屋37軒、武家・医者12軒（弘前町方屋敷割）。
- 元禄13年 - 元禄年間に郭内武家屋敷の郭外移転により城西地区に西大工町が成立したことにより本大工町が成立したものと思われる（町絵図）。
- 寛政6年 - 下白銀町との間の武家屋敷と御用地が藩校稽古館の用地になる。
- 1889年（明治22年） - 当地西端北側に私立弘前女学校（明治19年、元寺町の日本基督教団弘前教会内に発足した来徳女学校、翌年弘前遺愛女学校に改称）が新築移転。
- 現在 - 現在に至るまで下白銀町の官公庁街と、本町の間の住宅街として機能する。

### 沿革
- 江戸期 - 弘前城下の一町。
- 明治初年～明治22年 - 弘前を冠称。
- 1899年（明治22年） - 弘前市に所属。

### 地名の由来
大工職人の居住地であったことから。

## 施設

### 医療
- 大手門歯科
- 斎藤外科内科

## 小・中学校の学区
市立小・中学校に通う場合、学区は以下の通りとなる。
| 大字     | 番地 | 小学校             | 中学校             |
| -------- | ---- | ------------------ | ------------------ |
| 元大工町 | 全域 | 弘前市立朝陽小学校 | 弘前市立第四中学校 |

## 交通
- 弘南バス
  - 大学病院前（弘前バスターミナル - 枯木平線、他）停留所。
  - 大学病院前、市役所前（弘前駅 - 四中校線、土手町循環100円バス）